# Peter Lüttmann
Peter Lüttmann (* 1969 in Rheine) ist ein deutscher Politiker (parteilos). Er ist seit dem 21. Oktober 2015 Bürgermeister der Stadt Rheine.

## Biografie
Lüttmann wurde 1969 in Rheine geboren und absolvierte 1988 sein Abitur am Emsland-Gymnasium Rheine. Danach machte er bis 1991 eine Ausbildung zum Verwaltungswirt bei der Stadt Rheine und besuchte dabei die Fachhochschule für öffentliche Verwaltung in Münster. Zwischen 1991 und 1992 leistete er seinen Grundwehrdienst in Bentlage ab. Daraufhin studierte Lüttmann bis 1997 Rechtswissenschaft an der Westfälischen Wilhelms-Universität Münster und schloss dort mit dem ersten juristischen Staatsexamen ab. Sein zweites juristisches Staatsexamen erlangte er während eines Referendariats am Landgericht Münster. Von 2001 bis 2011 arbeitete Lüttmann als Verwaltungsjurist beim Landschaftsverband Westfalen-Lippe. Danach arbeitete er bis 2015 als Sozialdezernent des Kreises Steinfurt.
Bei der Kommunalwahl in Nordrhein-Westfalen 2015 trat Lüttmann als parteiloser Kandidat an und erhielt dabei Unterstützung von CDU und Bündnis 90/Die Grünen. Er wurde im ersten Wahlgang mit 76 % der Stimmen gewählt und löste damit die bisherige Bürgermeisterin Angelika Kordfelder ab, die nicht erneut kandidiert hatte. Bei der Kommunalwahl in NRW 2020 wurde er ohne Gegenkandidaten wiedergewählt. Zur Wahl 2025 tritt er erneut als „parteiloser“ Kandidat mit Unterstützung der CDU an. Auch 2025 gibt es keine Gegenkandidaten. 